# Кетрін Лі Бейтс

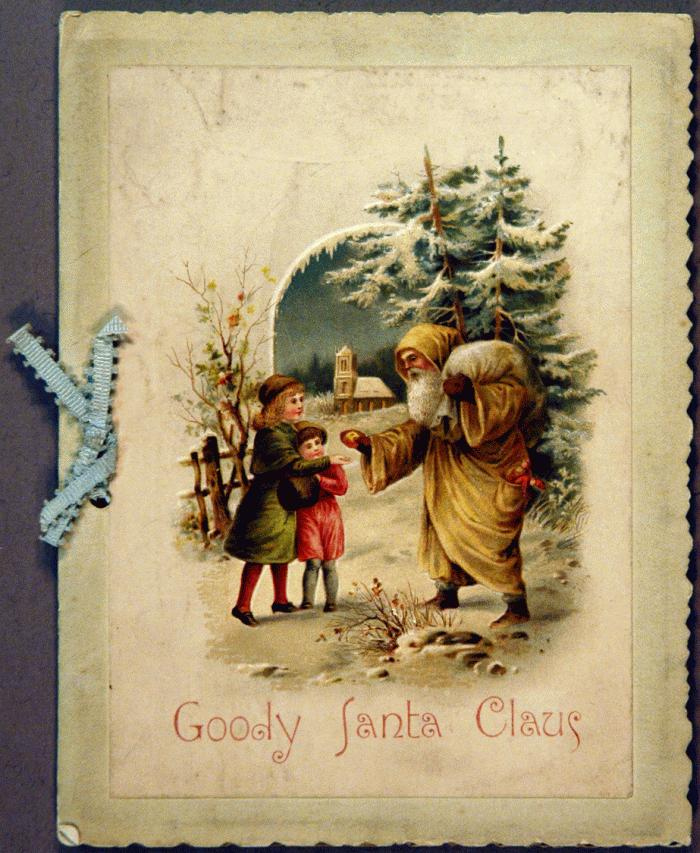
Обкладинка одного з перших видань Goody Santa Claus

Кетрін Лі Бейтс (англ. Katharine Lee Bates, 1859—1929) — американська поетеса, авторка пісень, викладачка університету. Відома як авторка слів до гімну America the Beautiful («Америка прекрасна»), а також творчиня образу Місіс Санта-Клаус у вірші Goody Santa Claus on a Sleigh Ride (1889).

## Життєпис
Народилася у Фалмуті , штат Массачусетс, у родині конгрегаціоналістського пастора Вільяма Бейтса та його дружини Корнелії Френсіс Лі. Закінчила середню школу Needham 1872 року, 1875 — Newton High School, і коледж Веллслі 1880 року зі ступенем бакалавра.
У 1880—1881 викладала в середній школі в Нейтику, штат Массачусетс, а з 1885 по 1889 — в Dana Hall School у Веллслі. Пізніше, в 1891—1893, перейшла на роботу в коледж Веллслі як ад'юнкт, після чого здобула ступінь магістра та стала професоркою англійської мови та літератури.
У 1890—1891 навчалася в Оксфордському університеті у Великій Британії. У період викладання в коледжі Веллслі Кетрін Бейтс була обрана членкинею тодішнього почесного товариства Пі Гамма Мю завдяки її інтересу до історії та політики.
Була авторкою багатьох поетичних творів, книг про подорожі та дитячих книг. Зокрема, у своєму вірші Goody Santa Claus on the Sleigh Ride (1889) вона вперше зробила головною героїнею дружину Санта-Клауса — місіс Санта-Клаус.
Постійно публікувалася в періодичних виданнях, таких як Atlantic Monthly, The Congregationalist, Boston Evening Transcript, Christian Century, Contemporary Verse, Lippincott's and Delineator, іноді під псевдонімом Джеймс Лінкольн.
За політичними переконаннями все життя була прихильницею республіканської партії, але 1924 року порвала з республіканцями через їхню опозицію до участі Америки в Лізі Націй і підтримала кандидата в президенти від Демократичної партії Джона Девіса. При цьому вона заявила: «Хоча я народилася і виросла в таборі республіканців, я не можу винести їхньої зради Вільсону та відмови від Ліги Націй, нашої єдиної надії на мир на землі».
Бейтс була лесбійкою і протягом 25 років жила в «бостонському шлюбі» з партнеркою, викладачкою історії та політичної економії коледжу Веллслі Кетрін Коман до смерті останньої 1915 року.
Померла Кетрін Лі Бейтс у Веллслі, штат Массачусетс, похована на цвинтарі Оук-Гроув у Фалмуті.